# Sängerhöhe (Waltersdorf)
Die Sängerhöhe, auch Unglückstein, (497 m) ist ein östlicher Vorberg des Weberberges (711 m n.m.) im Zittauer Gebirge. Sein bewaldeter Felsgipfel liegt auf der Gemarkung Waltersdorf in der Gemeinde Großschönau.

## Lage
Die Sängerhöhe befindet sich westlich von Waltersdorf zwischen den Tälern des Pfarrbaches und Kohlflössels, die beide in dem südwestlich gelegenen Quellgebiet des Weberborn ihren Ursprung nehmen. Nordöstlich vorlagert ist der Kirschhübel (442 m), im Südwesten schließt sich der Ottoberg (520 m) an. Nach Osten fällt der Berg zum Tal des Waltersdorfer Dorfbaches ab. Südöstlich erheben sich der Butterberg (510 m) und der Sonnenberg (627 m), südlich die Lausche (793 m) und im Südwesten der Dreiecker (673 m).
Umgeben wird der Berg im Norden von Herrenwalde, im Nordosten und Osten von Altwaltersdorf, im Südosten von Neuwaltersdorf, im Süden von Neue Sorge und im Nordwesten von Pilzdörfel.

## Beschreibung
Der Sängerhöhe ist der mittlere und zweithöchste Gipfel eines sich vom Ottoberg in nordöstlicher Richtung bis zum Kirschhügel erstreckenden weitgehend von Wiesenland bestandenen Rückens. Der Gipfel der Sängerhöhe, wie auch das sich nordöstlich anschließende Pfarrbachtal sind dagegen bewaldet.
Der Gipfel wird von ca. 20 m hohen, teils liegenden Säulen aus hornblendeführendem Nephelinbasalt gebildet, die Teil eines ca. 100 m langen und 30 m breiten Ganges im Tuff sind. Im 19. Jahrhundert wurden die Gipfelfelsen als Steinbruch genutzt.
Südöstlich des Gipfels befindet sich am Waldrand ein Aussichtspunkt mit Blick auf das Waltersdorfer Tal und das Zittauer Gebirge. Von Waltersdorf erfolgt der Aufstieg auf unmarkiertem Weg aus der Arschkerbe, von gegenüberliegender Seite für ein Abzweig vom Talweg über den Pfarrbach auf die Sängerhöhe.

## Name
Die bis zum Ende des 19. Jahrhunderts verwendete Bezeichnung Unglückstein beruht auf einer Sage, nach der eine Magd, die eine geflohene Ziege von den Felsen zurückholen wollte, dort abstürzte. Nachdem auf der Kuppe seit der Mitte des 19. Jahrhunderts Gesangsaufführungen stattfanden, bürgerte sich der Name Sängerhöhe ein.

## Carl Gustav Carus
1820 besuchte der Maler Carl Gustav Carus auch den Unglückstein. Das nach seiner Reise entstandene Bild Geognostische Landschaften mit dem Untertitel Katzenköpfe bei Zittau stellt jedoch wahrscheinlich die Felsklippen auf dem Steinberg bei Bertsdorf dar. Die bis 1847 noch unbewaldete Phonolithkuppe trug seinerzeit den Namen Katzenkopf.